# Ванновский, Виктор Алексеевич
Виктор Алексеевич Ванновский (1867—1934) — российский революционер, брат А. А. Ванновского, один из организаторов I съезда РСДРП.
С 1877 по 1888 год учился в Тульском и Калужском реальных училищах. С сентября 1888 по 12 апреля 1890 года — студент института сельского хозяйства и лесоводства. Исключён со второго курса за участие в студенческих беспорядках.
В 1890 году зачислен рядовым в Невский пехотный полк.
В мае 1892 года арестован за пропаганду марксизма среди солдат Невского полка.
В 1894 году исключён из военного ведомства, лишен унтер-офицерского звания, и подвергнут одиночному тюремному заключению на 2 года.
Отбыв срок, вернулся в Москву, участвовал в создании Московского «Союза борьбы за освобождение рабочего класса».
15 декабря 1899 года арестован и выслан в Акмолинск на 6 лет.
В 1902 году бежал из ссылки.
Нелегально работал в Иваново-Вознесенске, Ярославле, Москве, был дважды арестован.
В 1905 году сослан в Екатеринослав, в 1906 году — в Тобольск, в 1907 году — в Ялуторовск. Остался по окончании срока ссылки в Сибири, занимался адвокатской практикой.
После Октябрьской социалистической революции участвовал в подготовке и проведении I Уральской областной социал-демократической конференции, позднее вошел в состав Уральского областного комитета меньшевиков, редактировал газеты «Известия Уральского Совета рабочих и солдатских депутатов», «Пермская жизнь». С 1919 года) жил в Тюмени, работал в органах юстиции.
6 июля 1934 года скончался в Тюмени, похоронен на Текутьевском кладбище.